# Каґава Таро
Каґава Таро (яп. 賀川 太郎, нар. 9 серпня 1922, Хьоґо — пом. 6 березня 1990) — японський футболіст, що грав на позиції нападника.

## Клубна кар'єра
Грав за команду Tanabe Pharmaceuticals.

## Виступи за збірну
Дебютував 1951 року в офіційних матчах у складі національної збірної Японії. У формі головної команди країни зіграв 5 матчів.

## Статистика
Статистика виступів у національній збірній.
| Збірна Японії | Збірна Японії | Збірна Японії |
| Роки          | Ігри          | голи          |
| ------------- | ------------- | ------------- |
| 1951          | 2             | 0             |
| 1952          | 0             | 0             |
| 1953          | 0             | 0             |
| 1954          | 3             | 0             |
| Усього        | 5             | 0             |

## Титули і досягнення
- Бронзовий призер Азійських ігор: 1951